# Robert Lougher
Robert Lougher oder Luffer (* in Tenby; † 3. Juni 1585 in Tenby) war ein waliser Geistlicher, Jurist und Politiker und 1572 Mitglied des englischen Parlaments. Er diente zwei Mal als Leiter der New Inn Hall von Oxford, von der Teile im Balliol College bis heute erhalten blieben.

## Leben und Karriere
Lougher wurde in Tenby, Pembrokeshire, Wales als jüngster Sohn von Maud und Thomas Lougher, dem Bürgermeister (Alderman) von Tenby geboren. Sein Großvater mütterlicherseits war ebenfalls Bürgermeister von Tenby gewesen. 1533 wurde er Fellow des All Souls College der University of Oxford und erreichte seinen Bachelor of Civil Law (B.C.L.) 1558 und den Doktor (D.C.L.) 1565. Er wurde zum Priester geweiht und bekam 1562 die Erzdiözese von Totnes, einer der ältesten Diözesen Englands zugewiesen.
Er übernahm 1564 die Leitung der New Inn Hall in Oxford, wurde 1565 zu den Doctors’ Commons zugelassen und wurde 1566 als Nachfolger von John Griffith zum Regius Professor of Civil Law berufen. Er trat von der Leitung der New Inn Hall 1570 zurück. Sein Name wird in der Liste der Fellows des Jesus College als einer der ursprünglich acht Fellows genannt. 1572 wurde der für den Wahlkreis Pembroke in das Parlament gewählt. 1575 bis 1580 leitete er wieder New Inn Hall, nachdem sein Nachfolger aus 1570, Felix Lewes, wegen zu häufiger Abwesenheit abgesetzt worden war.
1577 übergab er die Regius Professur an den Schwager seiner Ehefrau Elizabeth, Griffith Lloyd, als er im gleichen Jahr zum Vertreter des Kirchenrats und Vicar General im Dienste des Erzbischofs von York, Edwin Sandys, ernannt wurde. Lougher vermied den Fehler von Felix Lewes, obwohl er gleichzeitig als Kanzler der Diözese von Exeter, Erzdiakon von Totnes und Pfarrer von drei Pfarreien in Devon diente, und hielt die Leitung der New Inn Hall bis 1580.
Er starb am 3. Juni 1585 in Tenby und wurde auch dort beigesetzt.
Lougher heiratete Elizabeth Rastall, Tochter von John Rastall und Großnichte von Thomas More. Sein Sohn, John Lougher zog ebenfalls für Pembroke ins Parlament.